# Tambet Tuisk

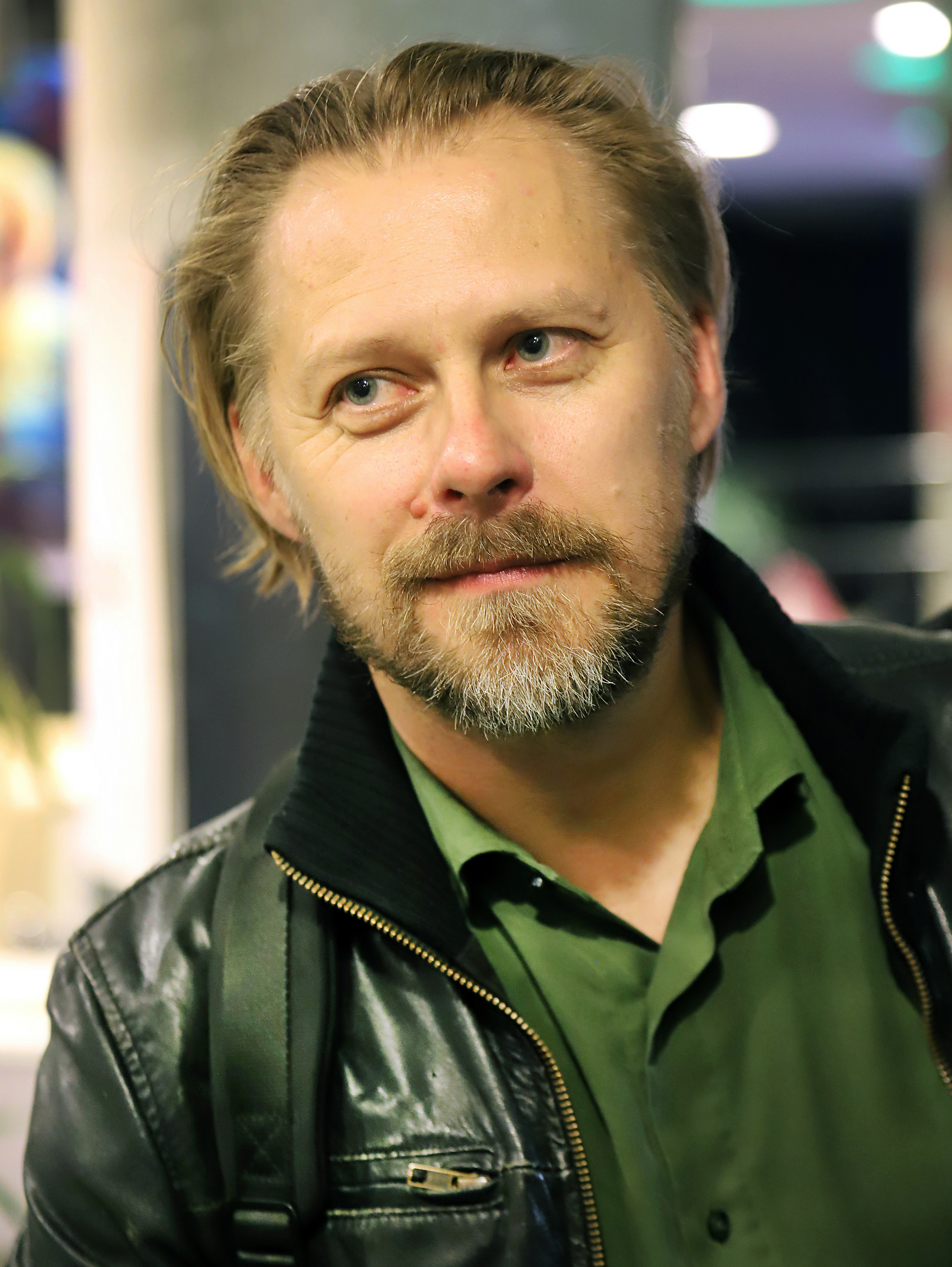
Tambet Tuisk (2024)

Tambet Tuisk (* 23. Mai 1976 in Pärnu) ist ein estnischer Schauspieler.

## Leben und Werk
Tambet Tuisk studierte von 1996 bis 2000 Schauspielkunst an der Estnischen Musik- und Theaterakademie in der Hauptstadt Tallinn. Er war zunächst als Schauspieler am Theater Vanemuine in der zweitgrößten estnischen Stadt Tartu beschäftigt. Seit 2005 spielt Tuisk im Tallinner Theater NO99. Daneben tritt er in Film- und Fernsehrollen auf.
In Deutschland wurde Tuisk 2011 durch den Film Poll von Chris Kraus bekannt. Darin spielt er den estnischen Anarchisten „Schnaps“. In Estland war Tuisk unter anderem in den Spielfilmen Mina olin siin (2008) und Detsembrikuumus (2008) zu sehen.
Außerdem spielte Tuisk im Stuttgarter Tatort Freigang, der am 9. Juni 2014 zum ersten Mal ausgestrahlt wurde, die Rolle des Häftlings Holger Drake. 2017 war er in Leanders letzte Reise zu sehen.
Tambet Tuisk erhielt zahlreiche Theaterpreise. Er ist Mitglied der „Estnischen Schauspieler-Vereinigung“ (Eesti Näitlejate Liit).

## Filmografie
- 2010: Poll
- 2014: Tatort – Freigang
- 2014: Nord bei Nordwest – Käpt’n Hook
- 2015: Ich und Kaminski
- 2017: Leanders letzte Reise
- 2019: Polizeiruf 110: Mörderische Dorfgemeinschaft
- 2019: Waren einmal Revoluzzer
- 2020: Großstadtrevier – Nina undercover
- 2022: Alles finster (Miniserie)
- 2022: Wer erschoss Otto Müller? (Fernsehserie)

## Privatleben
Tambet Tuisk war mit der estnischen Schauspielerin und Moderatorin Piret Simson (* 1974) verheiratet. Sie haben einen gemeinsamen Sohn. 2006 wurde das Ehepaar geschieden.